# ميخائيل كامبيون
ميخائيل كامبيون (بالصينية: 金寶) هو لاعب كرة قدم صيني، ولد في 20 مايو 1984 في جزيرة هونغ كونغ في الصين. شارك مع منتخب هونغ كونغ تحت 20 سنة لكرة القدم. أما مع النوادي، فقد لعب مع نادي جنوب الصين ونادي سيتيزن.

## وصلات خارجية
- ميخائيل كامبيون على موقع قاعدة بيانات كرة القدم.إي يو (الإنجليزية)